# Auguste Pahl
Auguste Pahl (Alemanha Ocidental, 23 de Novembro de 1855 — Alemanha Ocidental, 24 de Julho de 1965) foi uma centenária da Alemanha Ocidental, Decano da Humanidade de 6 de Março de 1965 até a data de seu falecimento, aos 109 anos e 243 dias. Sucedeu-lhe no título Hannah Smith, de 109 anos de idade.